# Lycoperdina sanchezi
Lycoperdina sanchezi es una especie de coleóptero de la familia Endomychidae.

## Distribución geográfica
Es endémica de La Palma, en las islas Canarias (España).